# Akdamut
Das Akdamut (aramäisch: אֵקְדָּמוּת; auch: Akdamut Milin, aramäisch: אֵקְדָּמוּת מִלִּין), in der Bedeutung „Einführung in die Worte“ (wobei „Worte“ für die Zehn Gebote steht), wird jährlich am jüdischen Feiertag von Schawuot durch aschkenasische Juden in aramäischer Sprache rezitiert. Es ist ein prominentes Pijjut (hebräisch: פיוט, „liturgisches Gedicht“), das vor der Lesung der Zehn Gebote, den aseret ha-dibrot (hebräisch עשרת הדיברות), gebetet wird. Aramäisch war die Umgangssprache, in die oft der Text der Tora, für diejenigen, die nicht hebräisch sprachen, übersetzt wurde.

## Ursprung
Es wurde von Rabbi Meir Bar Yitzchak (Nehorai) aus Orléans (ca. 1030 – ca. 1095) während des Ersten Kreuzzugs verfasst, einem Chasan (Vorbeter) in Worms. Das Akdamut besteht aus Lobgebeten für Gott, seine Tora und sein Volk. Es wird erst im ersten Jahrzehnt des 15. Jahrhunderts als Teil der Schawuot-Liturgie erwähnt, und das früheste Gebetbuch, das es enthält, wurde 1557 veröffentlicht.

## Lesung an Schawuot
Akdamut wird am ersten Tag von Schawuot vor der Tora-Lesung in fast allen aschkenasischen Synagogen mit einer besonderen Melodie gelesen, nach dem Aufruf des Kohens  zur Tora-Lesung, bevor dieser den Aaronitischen Segen (Priestersegen) rezitiert.
In den meisten Synagogen wird es im Wechsel gesprochen: Der Baal Keriah (Tora-Leser) singt zwei Verse und die Gemeinde antwortet mit den nächsten beiden Versen. Es gilt als bekanntestes und beliebtestes Pijjut des Judentums.

## Struktur
Das gesamte Gedicht ist 90 Verse lang. Die ersten 44 Verse von Akdamut sind als doppelter alphabetischer Akrostichon angeordnet, zwei Zeilen für jeden Buchstaben des hebräischen Alphabets, gefolgt von 46 Versen mit den Anfangsbuchstaben, die auf den Verfasser verweisen. Die Sprache von Akdamut ist knapp und kompliziert und enthält zahlreiche Hinweise auf Tora und Talmud. Jede Zeile hat zehn Silben und endet mit der Silbe „ta“ (תא), die mit dem letzten Buchstaben (ת – taw) und dem ersten Buchstaben (א – aleph) des hebräischen Alphabets geschrieben ist. Die darin verschlüsselte Botschaft lautet, dass ein Jude niemals aufhört, die Tora zu lernen – wenn man mit der Lesung fertig ist, muss man wieder von vorne beginnen. Dies steht in direktem Bezug zu Schawuot (Wochenfest), an dem auch der neuerliche Empfang der Zehn Gebote am Berg Sinai gefeiert wird.

## Inhalt
Mit dem Akdamut wird Gott als der Schöpfer der Welt gelobt, wobei gleichzeitig die Unzulänglichkeit jedes Sterblichen hervorgehoben wird, ein vergleichbares Lob zu erhalten. Die Engel loben gemeinsam den Schöpfer, doch so wunderbare und zu respektierende Geschöpfe Engel auch sind, das Lob des Volkes Israel ist für Gott weitaus kostbarer. Das Volk Israel wurde dazu verleitet, sich dem Götzendienst anzuschließen, aber es war gegenüber Gott und der jüdischen Tradition loyal und antizipierte die Zeit, in der es die Belohnung dafür genießen wird, nämlich seine Präsenz zu erleben. „Wir alle“, so schließt der Dichter, „werden in den Genuss seiner Herrlichkeit kommen, indem wir die ‚Zehn Worte‘ – die Zehn Gebote – befolgen, enthalten in Gottes Geschenk der Tora, die wir gleich lesen werden“.

## Auszug aus dem Gebet
Wären alle Flächen des Himmels aus Pergament,

Und alle Bäume der Welt Schreibfedern,
Wären alle Meere, Flüsse und Seen mit Tinte gefüllt,

Und alle Menschen der Welt Schriftsteller und Schreiber;
Würde es noch immer nicht ausreichen,

um die Grösse und die Herrlichkeit G-ttes zu beschreiben.